# Marsai Martin
Marsai Martin (Texas, 14 de agosto de 2004) é uma atriz e produtora cinematográfica norte-americana.